# Стелла (Winx Club)
Стелла — одна з головних персонажів у серіалі «Клуб Вінкс: Школа чарівниць». Вона є членом-основником клубу Вінкс.

## Створення
Іджініо Страффі каже, що зовнішній вигляд Стелли був частково заснований на образі Кемерон Диаз. Стелла (stella) перекладається як Зірка. Безсумнівно, Стелла зірка у всіх сенсах, і як володарка різноманітної «небесної» магії, і як любителька бути в центрі уваги.Вона - душа компанії, хороша подруга, а також велика фанатка моди. У майбутньому вона мріє стати модним дизайнером.
У Стелли довгі світло-жовті волосся і світло-карі (янтарні) очі. В одязі Стелли переважає помаранчевий колір. Найкраща подруга Блум і Лейла. А також останні сезони вона почала більше спілкуватися з Лейлою та Флорою.

## Біографія
Маленька Стелла виглядала зовсім інакше, ніж в більш дорослому віці.  Її мама Луна змушувала Стеллу носити смішні окуляри, щоб виправити невеликий дефект зору.  У школі Стеллі дуже подобався один хлопчик, але він не звертав на дівчину уваги.  Він зустрічався з найкрасивішою дівчиною в школі, яку Стелла через це просто ненавиділа.  У день випускного балу ця дівчина зламала ногу, і Стелла сподівалася, що хлопець проведе свято з нею.  Однак він все одно вважав за краще ні з ким не танцювати і відзначити випускний зі своєю коханою.  Тоді Стелла твердо вирішила змінитися і стала дуже стежити за собою, а також (швидше за все, за допомогою магії) виправила зір.  У дитинстві у Стелли було прізвисько Фріззтелла через її кучерявого волосся.

## Родина Стелли
Стелла — принцеса планети Солярії, але її батьки не дуже ладнали між собою і зрештою розлучилися, через що Стелла дуже переживала, мріючи, щоб у її родині все стало як раніше.
Батько Стелли — король Солярії Радіус, досить часто з'являється в третьому сезоні, але майже весь час під дією заклинання Валтора. Без заклинання проявляє себе як турботливий батько. Ще він страшенно багатий і здорово розпестив свою дочку.
Матір Стелли з'являється лише у 5 сезоні, щоб врятувати чоловіка, котрий попав під дію Стовпа Світ

## Особисте життя
Стелла народилася 19 червня 1994 року на Планеті Солярія у родині Короля Радіуса та у Королеви Луни. У дитинстві Стелла мала все що забажає, вона мала вдосталь усього а також вона була бешкетницьою.
У молодшій школі її недолюблювали за те що вона була дивною і не уміла гарно одягатися проте з часом вона змінилася і стала більш активною, відвертою і гарною.
З 1 по 8 сезон Стелла зустрічається із спеціалістом Брендом. Вона просто ненавидить навчатися але просто обожнює шопінги.

## Додаткова інформація
Ім'я: Стелла
Вік: 26
День народження: 18 серпня 1994 р.
Знак зодіаку: Серена
Магічна сила: сила світла і небесних тіл
Ріст: 175 см
Вага: 53 кг
Зустрічається: Брендон
Селка: Єйліріс
Піксі: Амур
Магічна тварина: Шайні
Улюблений колір: Жовтий, Рожевий
Улюблена іжа: Суші, ягоди, фрукти
Улюблений напиток: Мілкшейк з полуниці або з шоколаду
Хобі: Танці, дизайн одягу
Улюблений жанр фільмів: Комедія, Драма
Улюблені квіти: Троянди
Улюблена пора року: Літо